# Puig de les Bacivelles
El Puig de les Bacivelles és una muntanya de 2.631,5 m d'altitud situada al Massís del Carlit, concretament al límit entre l'Alta Cerdanya, i el Sabartès, al País de Foix, del Llenguadoc (Occitània) al nord, concretament entre els termes comunals d'Angostrina i Vilanova de les Escaldes i Merens.
Està situat a la punxa de l'extrem nord del terme comunal d'Angostrina i Vilanova de les Escaldes i al nord-est del de Merens. És a prop al sud-oest del Puig de Lanós, al nord-oest de la Portella de Lanós i al nord de l'Estany de Lanós.
És destí freqüent de moltes de les rutes d'excusionisme i d'esquí de muntanya del Massís del Carlit.